# K’inich Baaknal Chaak
K’inich Baaknal Chaak (ur. 23 grudnia 652, zm. ok. 708 roku) – władca Toniná. Wstąpił na tron w 688 roku. 
K’inich Baaknal Chaak przypuścił kilka ataków na Palenque w latach 692-696, a w 711 roku za rządów jego następcy wzięto do niewoli następcę K’inich Kan Bahlama II.